# 割れ窓の寓話
割れ窓の寓話（われまどのぐうわ、仏: Sophisme de la vitre cassée）は、フレデリック・バスティアによる1850年のエッセイCe qu'on voit et ce qu'on ne voit pas（That Which Is Seen and That Which Is Not Seen：見える物と見えない物）の中で使用された寓話である。フレデリック・バスティアは、この寓話を用いて、破壊あるいは破壊の修繕に使用される出費は社会の純利益にはならないということの理由を説明している。「割れ窓の寓話」（別名としては「割れ窓の誤謬」や「ガラス屋の誤謬」がある）の目的は、機会費用が見えない形あるいは顧みられない形でどのように経済情勢に影響するかを示すことである。この寓話は「意図せざる結果の法則」(law of unintended consequences) の一例である。

## 寓話の内容
フレデリック・バスティアがCe qu'on voit et ce qu'on ne voit pas（見える物と見えない物）で用いた「割れ窓の寓話」は次の通りである。

善良なる店主ジェームズ・グッドフェローが、彼のそそっかしい息子がガラスを一枚割ってしまった時に見せた怒りを、あなたは目撃したことがあるだろうか。
もしあなたがそのような場面に居合わせたのならば、30人はいるであろう見物人達が、そろいもそろって、この不幸な店主にお決まりの慰めの言葉をかけるであろう光景をきっと目にする事であろう。「誰の得にもならない風は吹かないという諺があります。我々は皆が生計を立てる必要があります。もしもガラスがずっと割れないとすればガラス屋はどうなるでしょう？」と彼らは言うだろう。
さて、この形式の慰めの言葉は一つの理論を含んでいるわけであるが、そのような理論が、このような単純な出来事で使われるのは良しとしよう。不幸にも、それと全く同一の理論が、我々の経済組織の大部を支配しているのである。
損害の修繕に6フランかかるとしよう。するとこの事故はガラス屋に6フランをもたらす事になる。6フラン分のガラス産業の振興である。まさしくその通りであり、それについては私は一言も反論するつもりはない。正しい推論である。ガラス屋がやって来て、作業を行い、6フラン受け取り、揉み手をして、内心ではそそっかしい子供に感謝する。これらはすべて見える現象である。
しかし、一方で、これは非常によくある事なのであるが、通貨の循環をもたらし、通常それは産業の振興につながるのだから、窓を割る事は良い事である、とあなたは結論付けるかも知れない。そうなれば、私はあなたに声を大にして叫ばなければならない。「ちょっと待ちなさい！あなたの理論は目に見える物に囚われている。目に見えない物についてはなんら考慮がされていない」

この店主が6フランを一つの物に使ったために、別の物を買えなくなったという点は目に見えない事実である。もし彼が窓ガラスを取り替えていなければ、彼は例えば古くなった靴を買い替えたり、あるいは蔵書に一冊追加したであろうという点は目に見えない事実である。要するに、彼は6フランで何かを買えたはずなのに、事故がそれを不可能にしたのである。

## 様々な解釈

### バスティアによる主張
バスティアそしてオーストリア学派の理論家達は、割れ窓の寓話を別の形に応用している。窓を割った子供が実はガラス屋に雇われていて、窓を1枚割るごとに1フラン受け取っていたと仮定してみよう。突如として、この行為は窃盗と見做されるようになるだろう。ガラス屋は、窓を割ることで、自身のサービスの利用を人々に強いている形であるが、しかし、見物人達が目にする事に変化は無い。ガラス屋は、パン屋や仕立て屋などの犠牲の上に、商売上の利益を得るのである。
ガラス屋が子供を雇って窓を割るのと事実上同等の行為が、社会によって是認されていると、バスティアは主張する。

ここにおいて、私達は「社会は、無益に物品が破壊されると、その価値を損する」という予想外の結論に至った。そして、私達は、保護主義者達の髪を逆立てるであろう公理に賛同しなければならない。壊す事、駄目する事、消耗する事は、国の労働の振興に繋がらない。あるいは、もっと簡潔に言えば、「破壊は利得ではない」。
モニターインダストリアル誌は何と言うだろうか。パリを焼き払う事で、多くの家屋を再建する必要が生じて、それによって産業はどれぐらいの利益を得るかを、格別の精密さをもって計算したM. F. Chamansの弟子達は何と言うだろうか。

バスティアは生産を論じているのではなく、富の貯蔵量を論じているのである。言い換えれば、バスティアは、単純に、窓を割る事の短期的な効果を見ているのではなく、長期的な効果を見ている。さらに言えば、バスティアは、窓を割る事が一つのグループにどう影響するかという事だけではなく、すべてのグループあるいは社会全体にどう影響するか、という事を考慮に入れている。オーストリア学派の理論家達は、割れ窓の誤謬を引き合いに出し、大衆的思考によく見られる特徴であるとする。その一例としてCash for Clunkers などが挙げられる。
20世紀のアメリカ人の経済学者ヘンリー・ハズリットは、著書「世界一シンプルな経済学」(Economics in One Lesson) の中で、この話題に一章を割いている。

### 戦争の機会費用
戦争は利得をもたらす、という主張が成り立つようにも見える。なぜなら、歴史的に言って、戦争は、失業率低下を実現させながら、資源の活用を指向して、科学技術の分野などに進歩をもたらすからである。戦争に起因する生産増大と雇用促進は、しばしば、人をして「戦争は経済に有益である」と主張せしめるものである。しかしながら、この主張は、割れ窓の誤謬の一例として挙げることができる。戦争遂行のために消費される資金は、例えば、食糧や服や医療保険などの産業に使えなくなる資金である。経済全体の中で、一つのグループが得る励起力は、その他の複数のグループの犠牲（これは目に見えない）によるものである。
バスティア自身も「見える物と見えない物」の第2章「軍隊の解散」の中で、国民を兵士として雇用することは本質的に経済に有益である、という主張に対して反論を述べている。
ヘンリー・ハズリットは次にように述べている。
価値下落や老朽化によってすでに無価値またはマイナス値にでもなっていない限り、工場を砲弾や爆弾で破壊されることは、決して得にならない。... 個人（または社会主義的政府）が貯蓄を有している状況か、貯蓄できる状況でなければ、つまり蓄積資本が無ければ、破壊された工場や設備を再建する事はできない。しかし、戦争は蓄積資本を破壊するのである。... 何らかの価値がある物を理不尽に破壊する事は、常に純損失であり、不幸な事であり、災害であり、そして、特殊な状況下では補償的要素があるかもしれないが、正味の損得勘定で言えば、決して恩恵ではないし、喜ぶべきものではない。状況がいかに複雑であっても、私達は、この基本的真実を見失ってはならない。

## 関連文献
- Bastiat, Frédéric (1850) (英語), That Which Is Seen, and That Which Is Not Seen [original French: Ce qu'on voit et ce qu'on ne voit pas], Translated by Patrick James Stirling, ウィキソースより閲覧。
- Hazlitt, Henry (1946). Economics in One Lesson. Harper & Brothers. LCCN 46-5937 (PDF)
- Fetter, Frank A. (1915). Economic Principles. NEW YORK: THE CENTURY CO.